# NTG Nordic
NTG Nordic Transport Group A/S (NTG) er en dansk multinational transportvirksomhed med hovedkvarter i Hvidovre. Virksomheden tilbyder landfragt, luftfragt, søfragt samt lager, logistik og ekspres. Serviceydelserne tilbydes igennem en række forskellige datterselskaber i flere lande. Koncernen havde i 2023 i alt 1.971 ansatte, og det samlede forretningsomfang var på 8,3 mia. kroner. NTG blev børsnoteret på Københavns Fondsbørs 9. oktober 2019.